# Uwe Hessel
Uwe Hessel (* 24. Juni 1961 in Röbel/Müritz) ist ein ehemaliger Fußballspieler, der in den 1980er Jahren in der DDR-Oberliga für die BSG Stahl Brandenburg spielte.

## Sportliche Laufbahn
Hessel tauchte erstmals im überregionalen Fußball auf, als er 22-jährig zur Saison 1983/84 von der SG Dynamo Röbel aus der drittklassigen Bezirksliga Neubrandenburg zur BSG Lok/Armaturen Prenzlau in die zweitklassige DDR-Liga wechselte. Dort wurde er als Mittelfeldspieler eingesetzt. Nachdem Prenzlau im Zuge der Reduzierung der DDR-Liga absteigen musste, schloss sich Hessel mit Beginn der Spielzeit 1984/85 dem DDR-Ligisten 1. FC Union Berlin an. Dort wurde er im offiziellen Aufgebot der 1. Mannschaft ebenfalls als Mittelfeldspieler aufgeführt, kam aber in der gesamten Saison in der DDR-Liga nicht zum Einsatz. Daraufhin nahm Hessel einen erneuten Wechsel vor und ging wieder in die Bezirksliga zur BSG Motor Ludwigsfelde. Dort gelang ihm 1986 die Rückkehr DDR-Liga. Er gehörte in den beiden folgenden Spielzeiten bei den Liga-Punktspielen als Abwehrspieler zur Stamm-Mannschaft, 1986/87 kam er in den 34 Punktspielen 30-mal zum Einsatz, 1987/88 bestritt er 33 Punktspiele und kam auch zu einem Torerfolg.
Die Saison 1988/89 begann der 1,88 m große Hessel mit neun Punktspieleinsätzen und einem Tor für Motor Ludwigsfelde. Nach dem 10. Spieltag der DDR-Liga wechselte er Anfang November 1988 zum Oberligisten BSG Stahl Brandenburg. Dort herrschte dringender Bedarf an neuen Abwehrspielern, nachdem die ersten neun Spieltage für die Stahlwerker mit 18 Gegentoren ausgegangen waren. In den folgenden fünf Punktspielen wurde Hessel vom Brandenburger Trainer Peter Kohl in der Abwehr der BSG Stahl eingesetzt. Im Februar 1989 erkrankte Hessel für längere Zeit, sodass er mehrere Monate ausfiel. Erst im September 1989 wurde er wieder in der Oberligamannschaft eingesetzt, doch bereits im Oktober bestritt er sein achtes und letztes Punktspiel für die BSG Stahl.
Von 1990 bis 1993 spielte Hessel beim VfL Sindelfingen in der Amateur-Oberliga Baden-Württemberg. Nach dem Abstieg der Sindelfinger wechselte Hessel zum Aufsteiger in die Oberliga Baden-Württemberg GSV Maichingen.